# Pussy Galore
Pussy Galore é uma personagem fictícia criada por Ian Fleming, existente no livro e no filme 007 contra Goldfinger, da série de aventuras de James Bond. Seu nome, excêntrico e de duplo sentido como muitas das criações de Fleming, neste caso é um trocadilho com respeito a 'Pussy', que em inglês tanto pode significar um outro nome para 'gata' como um termo vulgar para 'vagina' enquanto 'Galore' significa uma grande abundância de alguma coisa.
No cinema ela foi interpretada pela atriz britânica Honor Blackman. Pussy-Blackman é uma das melhores e mais memoráveis bond-girls de toda a franquia e das obras de Fleming, sendo considerada a segunda maior de todos os tempos pela revista Entertainment Weekly, atrás apenas da pioneira Honey Ryder de Ursula Andress.
Preocupados com a censura cinematográfica da época, os produtores do filme pensaram em mudar o nome da personagem para 'Kitty Galore' mas desistiram da ideia quando a imprensa britânica começou a se referir a Blackman como 'Pussy', durante a pré-produção do filme. Ela é a mais velha de todas as bond-girls da série fazendo o papel aos 39 anos de idade e uma das duas atrizes a serem mais velhas que o Bond de seus filmes. Sean Connery tinha 34 anos em 007 contra Goldfinger e George Lazenby 30 anos em 007 A Serviço Secreto de Sua Majestade, de 1969, enquanto Diana Rigg, sua bond-girl e esposa-personagem Teresa Di Vicenzo, tinha 31 anos na época.

## Características
Apesar do nome mantido do original literário, Galore é apenas uma sombra da personagem do livro, onde é uma lésbica chefe de uma gangue de ladras, não mencionado nas telas. Há apenas uma leve pista do fato quando a princípio James Bond tenta seduzi-la num avião e ela diz ser 'imune'. Mas Bond não apenas consegue seduzi-la como a faz mudar de lado - ela é uma capanga de Auric Goldfinger - avisando a CIA do plano terrorista do lunático para quem trabalha e termina o filme nos braços do espião inglês.

## No filme
Pussy aparece no filme numa cena com um dos mais famosos diálogos humorísticos de toda a série, quando Bond acorda no jato particular para o qual foi levado desacordado e dá de cara com seu lindo rosto olhando-o bem de perto:

James Bond:  Quem é você?
Pussy Galore:  Meu nome é Pussy Galore.[i]
James Bond:  Eu devo estar sonhando...

Galore explica então a Bond a natureza de seu emprego com Goldfinger, piloto-chefe do The Flying Circus, uma equipe feminina de pilotos que faz shows aéreos e será usada na 'Operação Grand Slam', um grande roubo de ouro planejado pelo vilão. Mais tarde, num celeiro, derruba Bond com um golpe de judô, mostrando ser perita na arte marcial, mas é dominada e seduzida por ele, apesar de ter dito anteriormente ser 'imune' a isso, uma menção ao pretenso lesbianismo da personagem nos livros.
Ela então vira-se contra o ex-patrão e ajuda Bond avisando Felix Leiter, o agente da CIA amigo de 007, dos planos de Goldfinger de usar gás mostarda lançado pelos aviões do Circus, para matar os soldados que vigiam Fort Knox, onde Goldfinger pretende instalar uma arma nuclear. Com isso, para manter a fachada do plano, Pussy e suas pilotos lançam um gás inofensivo sobre a área, enquanto os soldados fingem desmaiar. O plano de Goldfinger falha e ele tenta fugir disfarçado de militar, sequestrando um jato particular e obrigando Galore a pilotá-lo até Cuba.
No avião também encontra-se James Bond, que imaginava estar sendo levado a um encontro com o presidente dos Estados Unidos em Washington D.C. e não sabia da presença dos dois a bordo. Na luta que segue entre ele e o vilão, Goldfinger leva a pior e é sugado para fora da aeronave depois que um tiro explode um das janelas e provoca uma descompressão a bordo.
Pussy Galore e Bond, abandonando o avião avariado de pára-quedas, terminam o filme juntos fazendo amor sob  a lona do pára-quedas no local em que caíram.